# Križovany nad Dudváhom
Križovany nad Dudváhom és un poble i municipi d'Eslovàquia que es troba a la regió de Trnava, a l'oest del país.

## Història
La primera menció escrita de la vila es remunta al 1296.

## Demografia
| Godina             | 1994 | 2004   | 2014   | 2024   |
| ------------------ | ---- | ------ | ------ | ------ |
| Nombre de persones | 1763 | 1758   | 1816   | 1797   |
| Diferència         |      | −0,28% | +3,29% | −1,04% |

| Godina             | 2023 | 2024   |
| ------------------ | ---- | ------ |
| Nombre de persones | 1767 | 1797   |
| Diferència         |      | +1,69% |